# パレスチナの旗
パレスチナの旗（アラビア語: علم فلسطين, Palestinian flag）はアラブ反乱の旗に基づく意匠の旗であり、現在はパレスチナ人およびパレスチナ国家を代表するものとして世界各地で使われ、パレスチナ自治政府の旗としても制定されている。

## 意匠
パレスチナの旗は水平三色旗で、旗の縦の幅を三分割して三つの色（上から黒、白、緑）が配され、旗竿側（旗の左側）から赤色の三角形が右に向かって突き出している。
この4色は汎アラブ色と呼ばれ、アラブ諸国の国旗に広く使用されている。パレスチナの旗の意匠はシリアやイラクなどのバアス党の党旗とほぼ同じデザインで、西サハラの国旗、ヨルダンの国旗とも非常に似ている。
パレスチナの旗も含め、これらの旗の意匠はすべて、オスマン帝国に対するアラブ反乱（1916年-1918年）の際の旗（アラブ反乱旗）に由来する。アラブ反乱旗は水平三色旗で旗竿側に三角形が突き出し汎アラブ色の4色を使う点はこれらの旗と共通するが、上から下へ黒・緑・白の順に色が配されている部分がパレスチナの旗と異なる。

## アラブ反乱旗とアラブ・ナショナリズム

?アラブ反乱旗
?イギリス委任統治領パレスチナの商船旗（1927年～1948年）
?イギリス委任統治領パレスチナの商船旗
?現在の国旗（縦横比2:3の別タイプ

アラブ反乱旗の起源については諸説あり不明なところも多い。ある説によれば、1909年にオスマン帝国の首都イスタンブールにいたアラブ人民族主義者の団体「文学クラブ」（アラブ知識人委員会）が、13世紀のアラブの詩人サフィ・アッ＝ディン・アル＝ヒーリー（Safi a-Din al-Hili）の詩に基づいて赤・白・黒・緑の色を選んだとされる。また、1911年にフランスの首都パリにいた留学生らが結成した組織「青年アラブ協会」（アル＝ファタート、Al-Fatat, Young Arab Society）の手によるともされる。イギリス外務省のマーク・サイクス卿（Mark Sykes、サイクス＝ピコ協定を結んだ人物）がデザインを考案したという説もある。
しかし、メッカのシャリーフ（太守）でアラブ反乱を指揮したフサイン・イブン・アリーが1917年にこの旗を反乱軍の旗としたことにより、アラブ民族主義の旗として広く認知されるようになった。
イギリス委任統治領パレスチナの時代には、レッド・エンサインに基づくデザインの旗が使われていた。
1948年10月18日、全パレスチナ政府がガザでアラブ反乱旗を政府の旗として定め、アラブ連盟もこれを承認した。アラブ反乱旗を手直しし色の配置を変えた現在の旗は、パレスチナ解放機構（PLO）が1964年にパレスチナ人の旗に採用した。さらに1988年11月15日、PLOはこの旗をパレスチナ国家の旗に採用した。今日ではパレスチナ人とその支援者がこの旗を幅広く用いている。

## 汎アラブ色
汎アラブ色の各色は次のように説明される。
赤はハワーリジュ派が象徴とした旗の色であり、後に北アフリカやイベリア半島（アル＝アンダルス）を征服したアラブ人部族が使用した。近代に入るとヒジャーズ地方の貴族および同地を支配したハーシム家の象徴となった。
黒は預言者ムハンマドの色であり、その後に続いた正統カリフ時代の旗である。ムハンマドがメッカに軍を率いて戻ってきたとき、白と黒の2つの旗が掲げられていたとされる。白い旗には「アッラーフ（神）の他に神はなし。ムハンマドはアッラーフの使徒である」というシャハーダ（信仰告白）が書かれ、一方黒い旗はイスラーム教以前からアラブでは復讐の象徴であり戦いの際に前衛が頭に巻く布の色でもあった。バグダードに都したアッバース朝の時代、黒の旗は預言者の親族が暗殺されたことへの服喪の象徴、カルバラーの戦いの記憶の象徴ともされた。
白はダマスカスに拠点を置いたウマイヤ朝の色である。ウマイヤ朝は預言者ムハンマドの最初の戦いであるバドルの戦いを記憶するために白を象徴とし、後に黒を使うアッバース朝との区別ともした。
緑はエジプトをはじめとし、北アフリカからシリア地方までを支配したファーティマ朝の色である。シーア派のファーティマ朝はアリー・イブン・アビー＝ターリブを支持することを象徴する色として緑を選んだ。アリーは暗殺者から預言者ムハンマドを守るため、ムハンマドの寝床で緑色の布をまとって横たわったとされる。
しかし1909年ごろにイスタンブールでアラブ知識人委員会がサフィ・アッディン・アル＝ヒーリーの詩に基づいて汎アラブ色を選んだという説もある。この詩は次のようなものである。

Ask the high rising spears, of our aspirations
Bring witness the swords, did we lose hope
We are a band, honor halts our souls
Of beginning with harm, those who won’t harm us
White are our deeds, black are our battles,
Green are our fields, red are our swords.
(Safi al-Din al-Hili, poet)

## イスラエルでの扱い

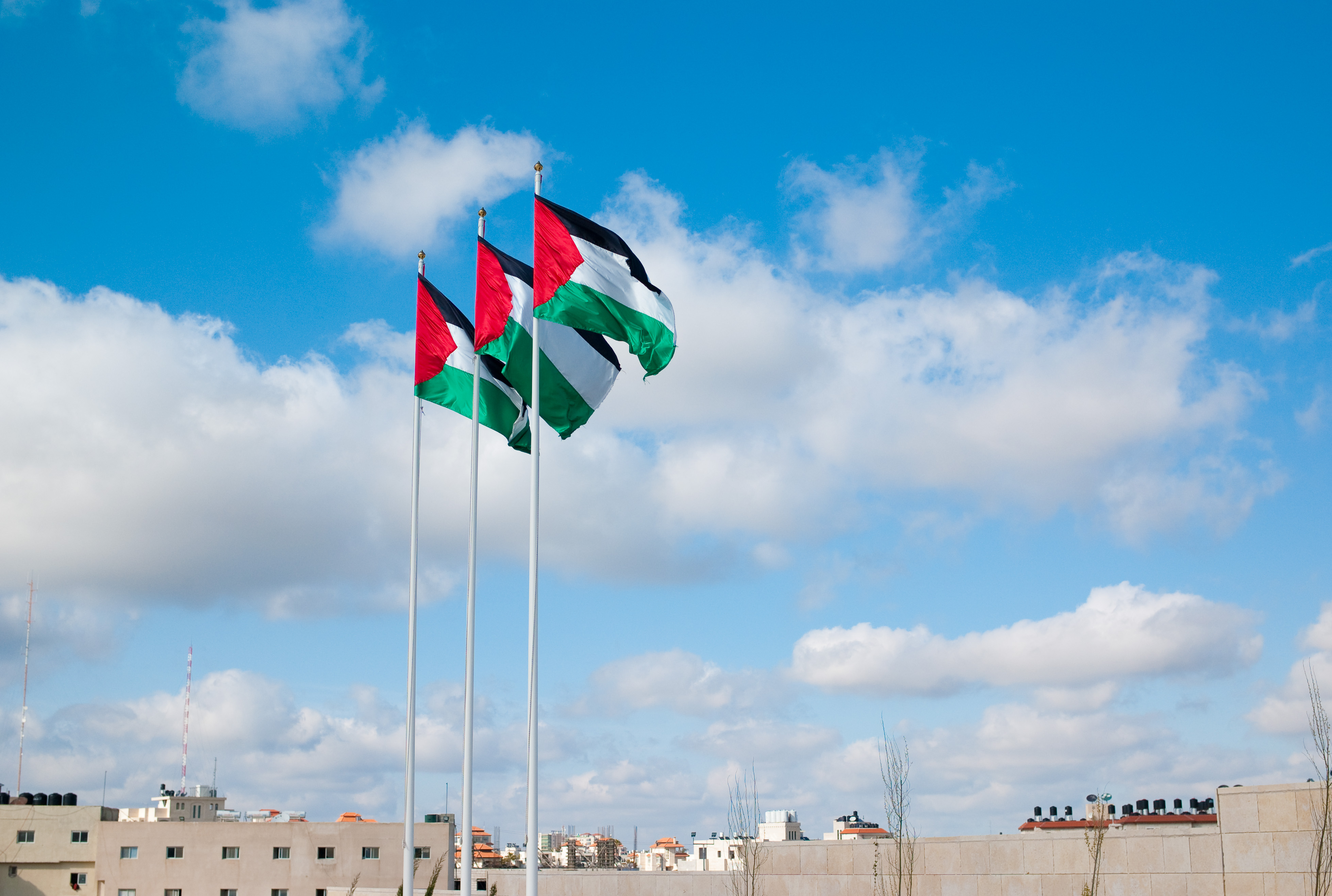
ラマッラーのヤーセル・アラファートの墓地に翻るパレスチナの旗

1967年、イスラエル政府はパレスチナの旗の掲揚を禁じた。1980年の法律では政治的意義をもつ作品の制作を禁じたが、汎アラブ色の4色を組み合わせた作品の制作も禁じており、こうした美術作品の制作を行ったパレスチナ人が逮捕されることもあった。
イスラエルの世論では、ウリ・アブネリが代表を務める平和団体グッシュ・シャローム（Gush Shalom, イスラエル平和連合）が使用しているような、イスラエルの国旗とパレスチナの旗を組み合わせた平和運動の旗にも、この規定が適用されるべきかどうかが、長らく議論となっている。
1993年のオスロ合意以来、イスラエル政府とパレスチナ自治政府の公的な関係の場ではパレスチナの旗が掲げられ、禁止の規定は適用されないようになった。軍事・政治での式典などでは双方の旗が掲げられることは普通となっており、ガザ地区およびヨルダン川西岸では自治政府がパレスチナの旗を掲げている。しかし東エルサレムでは、パレスチナ旗などパレスチナのこの地への主権主張に関わるシンボルの使用は禁じられており、イスラエルのアラブ系国民がパレスチナの旗を用いてデモをする際にも激しい反発がイスラエルの世論から上がっている。